# 코너 매캘레니
코너 마이클 매캘레니(Conor Michael McAleny, 1992년 8월 12일 ~ )는 잉글랜드의 축구 선수이다. 스트라이커이며, 현재 솔퍼드 시티 FC에서 활약하고 있다.